# Miroslav Horčic
Miroslav Horčic (3. srpna 1921, Nymburk – 14. ledna 2017, Karlsruhe) byl československý sportovec, atlet, jehož specializací byly sprinty. Později se věnoval žurnalistice.
S atletikou začínal v Orlu Nymburk (1932–1940), poté působil v několika pražských oddílech – Orel Praha (1941), AC Sparta Praha (1942–1947), Sokol Vinohrady (1948), Sparta Praha (1949–1953), Slavia ITVS-VŠ Praha (1954–57). Získal sedm individuálních mistrovských titulů – šest v běhu na 100 m (1941, 1945, 1948-50 a 1952), jeden v běhu na 200 m (1949), a tři v běhu 4 × 100 m (1947 a 1949-50). Byl držitelem československých rekordů v běhu na 100 m 10,6 (1952) a v běhu na 200 m 21,5 (1949), což jsou zároveň jeho osobní rekordy. Na dalších rekordech se podílel v běhu na 4 × 100 m – ze 42,8 (1943) až na 41,2 (1952) – ale také v běhu na 4 × 200 m 1:28,3 (1949). Reprezentoval v 21 mezistátních utkáních (1947–56), čtyřkrát se stal přeborníkem křesťanské sportovní organizace Orel.
Na letních olympijských hrách v roce 1952 v Helsinkách reprezentoval ve všech třech sprinterských disciplínách – v běhu na 100 metrů skončil v rozběhu, na dvojnásobné trati v meziběhu. Ve finále běhu na 4 × 100 m doběhlo československé kvarteto i s Horčicem na šestém místě.
V 60. letech 20. století emigroval do Německa, působil jako trenér a učitel na sportovním institutu v Karlsruhe. Zde také 14. ledna 2017 zemřel.

## Odborné knihy
- Sprinty – spoluautor Jan Hanč (Praha: STN 1959)
- Od startu k cíli – spoluautor Jan Hanč (Praha: STN 1962)